# 위풍
위풍(魏諷,? ~ 219년)은 중국 후한 말의 정치가로, 자는 자경(子京)이다. 본관은 패국 사람이라고도, 제음군 사람이라고도 한다. 삼국지연의에는 등장하지 않는다.

## 생애
종요(鍾繇)에게 대중을 능숙하게 움직이는 재능을 평가받아 조조(曹操)에게 천거되어 서조연(西曹掾)으로 등용되었다.
219년 5월, 조조가 한중(漢中)에서 유비(劉備)의 군대와 전쟁을 하느라 장안(長安)에 나가 있어서 업(鄴)이 비어 있었다. 219년 7월에는 관우(関羽)가 번성(樊城)에서 조인(曹仁)을 포위공격하였고, 8월에는 우금(于禁)을 격파하여 우금이 항복하는 사건이 일어났다. 219년 9월에는, 위풍(魏諷)은 업(鄴)의 수비가 허술하다는 것을 틈타, 장락위위(長樂衛尉)였던 진의(陳禕) 등과 함께 업(鄴)을 습격하는 쿠데타 계획을 세웠으나, 진의가 조비(曹丕)에게 밀고하는 바람에 붙잡혀 위풍은 처형을 당했다.
이 반란미수사건으로 수십명의 공모자들이 처형되었는데, 그 중에는 여러 유명한 가문 출신의 자녀들이 있었다. 송충(宋忠)의 아들, 왕찬(王粲)의 두 아들, 유이(劉廙)의 아우 유위(劉偉), 장수(張繍)의 아들 장천(張泉) 등 명문 · 고관의 자제 수십 명이 연루되어 처형당했다.
상국(相國)에 있던 종요도 위풍을 천거했다는 책임을 물어 면직되었으며 중위(中尉)였던 양준(楊俊)도 사건을 사전에 막지 못한 책임을 지고 중위를 사임했다. 그 밖에 유이도 동생이 연루되어 있었지만, 조조가 특별히 사면하였고, 문직(文稷)의 아들이었던 문흠(文欽)도 연루될 수 있었지만 아버지의 공적을 생각해서 처형은 면하였다.
위풍의 반란사건은 소설 삼국지연의에서는 등장하지 않는다.

### 인물평
종요의 추천으로 조조에게 등용되었을때, 부손(傅巽)과 유엽에게는 "훗날 반기를 들을 인물"이라는 평을 들었으며, 정무(鄭袤)에게는 간웅, 유이에게는 내실이 없는 인물이라는 평을 받았다.

## 후세의 평가
북주의 장숙(張肅)이 재능이 있고 경박하고 교활하여, 사람들이 그를 위풍에 견주었다.

## 같이 보기
- 삼국지 인물 목록